# ۲۶۲ (پیش از میلاد)
۲۶۲ (پیش از میلاد) ۲۶۲مین سال قبل از تقویم میلادی است.